# Vladyslava Vološyna
Vladyslava Serhiïvna Vološyna (in ucraino Владислава Сергіївна Волошина?; Donec'k, 3 giugno 2000) è una cestista ucraina.

## Carriera
Con l'Ucraina ha disputato i Campionati europei del 2019.